# Clionaidae

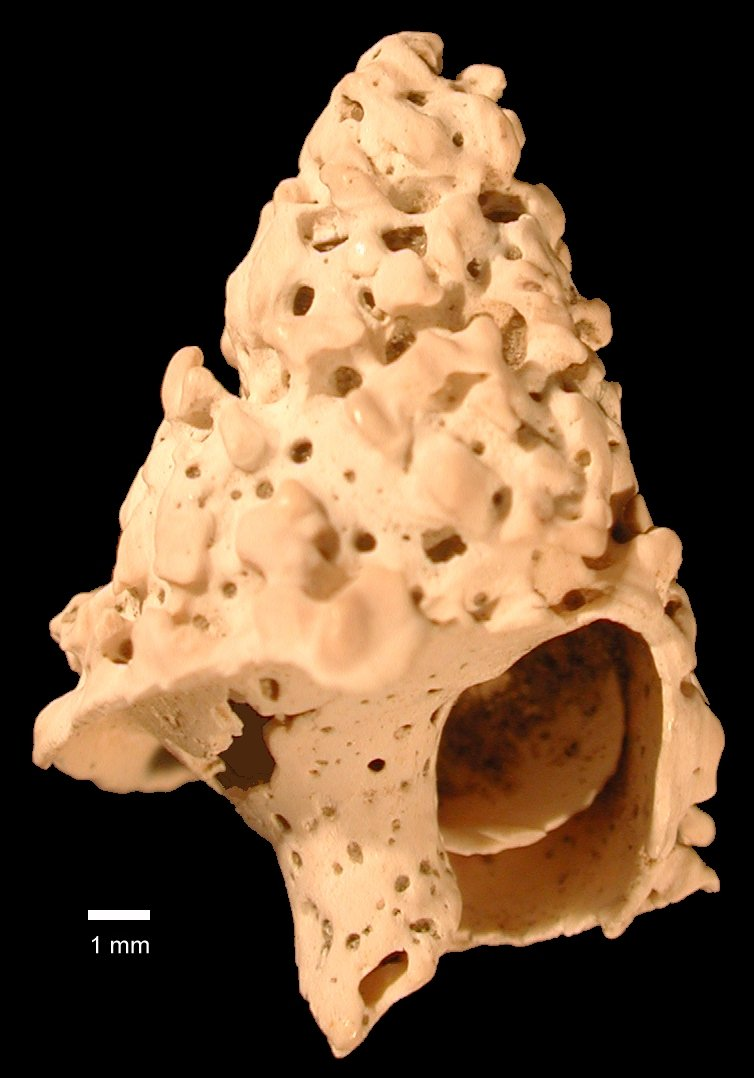
Сліди діяльності губки Entobia на черепашці молюска Nassarius reticulatus

Clionaidae — родина губок ряду Hadromerida. Представники родини поширені в морях по всьому світі.
Ця родина відома вмінням сверлити отвори у вапнякових матеріалах, таких як черепашки молюсків і скелети коралів, використовуючи як хімічні так і механічні процеси.

## Роди
Родина включає такі роди:
- Cervicornia  Rützler & Hooper, 2000
- Cliona Grant, 1826
- Clionaopsis Rützler, 2002
- Cliothosa Topsent, 1905
- Pione Gray, 1867
- Spheciospongia Marshall, 1892
- Thoosa Hancock, 1849
- Volzia Rosell & Uriz, 1997